# Raimund Peraudi

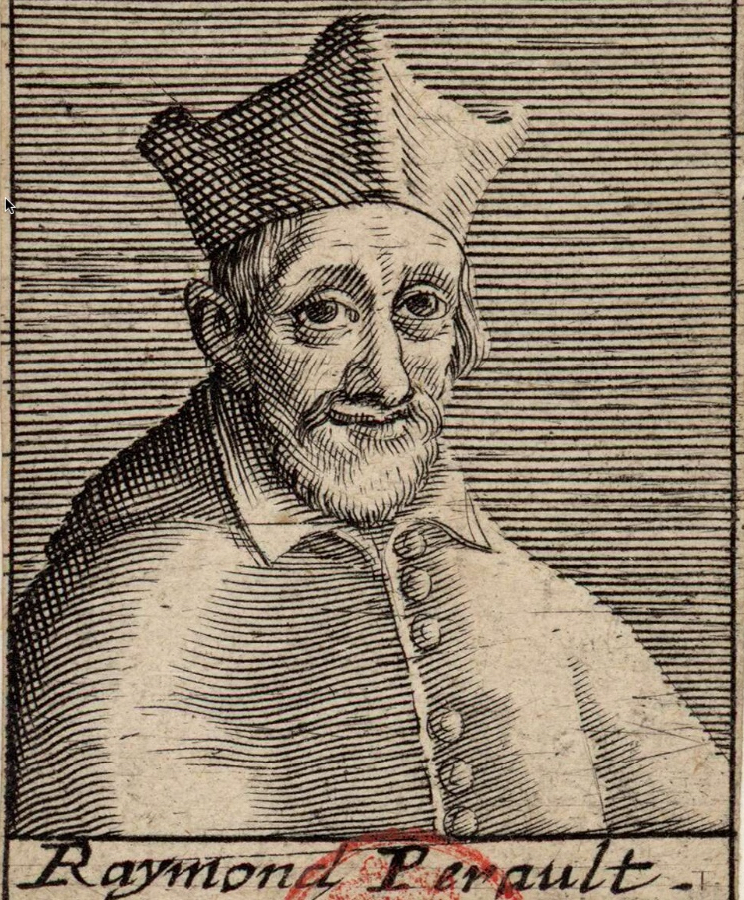
Kardinal Raimund Peraudi

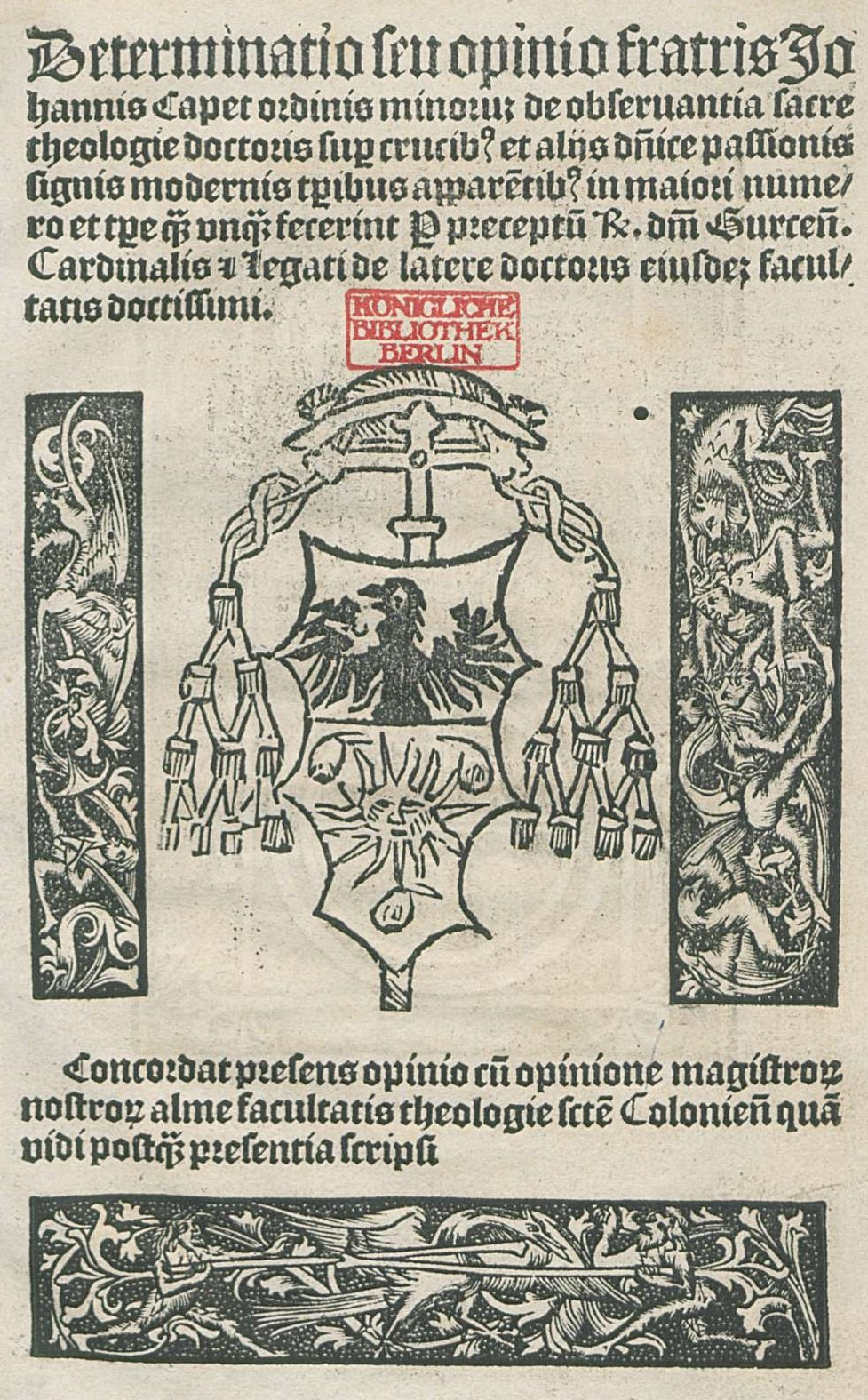
Druckschrift mit Kardinalswappen Peraudis

Raimund(us) Peraudi OESA (franz. Raimond Pérault, auch Raymond Peraudi; * 28. Mai 1435 in Saint-Germain-de-Marencennes; † 5. September 1505 in Viterbo) war Kardinal und Bischof von Gurk und von Saintes.

## Leben
Raimund Peraudi wurde in Südfrankreich als Sohn armer Eltern geboren. In seiner Jugend war er Schullehrer in seinem Heimatort und in La Rochelle. Er trat in den Augustinerorden ein und wurde Prior, verließ das Kloster dann aber wieder. 1470 begann er mit seinen höheren Studien an der Universität Paris, 1476 wurde er Magister der Theologie. Im selben Jahr wurde er Domdekan des Domkapitels seiner Heimatdiözese Saintes und begann seine Tätigkeit als Ablasskommissar und theologischer Schriftsteller. Die Kurie hatte das Ablasswesen über die Jahre systematisch ausgebaut und betrieb im Gebiet des römisch-katholischen Glaubens, europaweit feldzugartige Veranstaltungen, für Jubiläumsablasse, Türkenkreuzzüge, Kirchenbauten usw. Die Konzeption hierzu hatte er, seit dem Jahre 1493 in Kardinalswürde, entwickelt. Bis zu seinem Tode 1504 verfolgte er das durchplante Konzept in uniformer Weise, standardisiert und durch eine Massenproduktion vermittels gedruckter Ablassbriefe in die alltägliche Praxis umgesetzt.
1479 wurde er Archidiakon in der ehemaligen französischen Provinz Aunis und 1481 Apostolischer Protonotar an der römischen Kurie.
1486 wurde er zum Ablasskommissar für Frankreich und später zum päpstlichen Legaten und Ablassprediger für den Kreuzzug gegen die Türken in Deutschland und Nordeuropa bestellt. Zusätzlich wurde er mit der Administration seiner Heimatdiözese Saintes betraut. In dieser Zeit bereiste er Hamburg, Braunschweig, Bremen, Erfurt und Frankfurt am Main und kehrte 1488 nach Rom zurück.
Die Wertschätzung, die der weit herumgekommene, weltgewandte Ordenspriester bei Kaiser Friedrich III. und dessen Sohn Maximilian I. genoss, dürfte ausschlaggebend für seine Ernennung zum Bischof von Gurk und österreichischen Kanzler im Jahr 1491 gewesen sein. Er war der erste Ausländer auf dem Gurker Bischofsstuhl in Kärnten. Am 21. Februar 1491 nahm er von der Kathedrale in Gurk Besitz.
In der Folgezeit war er in diplomatischen Diensten für Papst und Kaiser tätig. Er vermittelte 1488 den Waffenstillstand zwischen Friedrich III. und Matthias Corvinus, 1489 und 1492 den Frieden zwischen Maximilian I. und Karl VIII. sowie 1503 gemeinsam mit dem Schleswiger Herzog Friedrich und dem Hamburger Albert Krantz den Vertrag zwischen den mit Sten Sture d. Ä. verbündeten sechs wendischen Städten unter Führung Lübecks und Johann I. von Dänemark. Dadurch blieb er seiner Diözese oft längere Zeit fern und bekam in der Person von Nikolaus Kaps einen Weihbischof zur Seite gestellt.
Zwei Jahre nach seiner Ernennung zum Bischof wurde Peraudi 1493 durch Papst Alexander VI. in das Kardinalskollegium mit der Titelkirche Santa Maria in Cosmedin aufgenommen. Kaiser Friedrich III. bemühte sich schon seit einiger Zeit um die Kardinalserhebung Peraudis.
1495 wäre Peraudi bereit gewesen, als Bischof von Gurk zu resignieren, um das Amt durch Maximilian I. neu besetzen zu lassen. Um den Wunschkandidaten Maximilians, den Schwaben Burkhard, zu verhindern, nahm Peraudi von seiner Resignation wieder Abstand. 1501 gelang es Maximilian I., Matthäus Lang von Wellenburg als Koadjutor mit Nachfolgerecht einzusetzen.
Er wurde vom Papst Alexander VI. ausgesandt, um die Kreuzzugsbulle Quamvis ad amplianda vom 1. Juli 1500 und die damit verbundene Bulle Domini et salvatoris vom 5. Oktober im Alten Reich zu verkünden. Er sollte dabei Mittel für einen Kreuzzug gegen das Osmanische Reich sammeln.
1500 verkündete er neben der Bulle auch den Jubiläumsablass im Alten Reich und Skandinavien und mehrere Subkommissare waren für ihn tätig. Er besuchte 1503 unter anderem Bremen; er sammelte Ablassgelder und hielt Predigten im Bremer Dom und im Bremer Paulskloster. Für eine große Prozession des Jahres 1503 in Lübeck druckte Steffen Arndes ein Einladungsblatt.
1503 wurde Peraudi zusätzlich Bischof der Diözese Saintes. 1504 kehrte er nach Rom zurück.
Am 5. September 1505 starb Kardinal Peraudi auf einer Legationsreise in Viterbo und wurde dort in der dem Augustinerorden gehörigen Kirche der Heiligen Dreifaltigkeit beigesetzt.

## Porträt

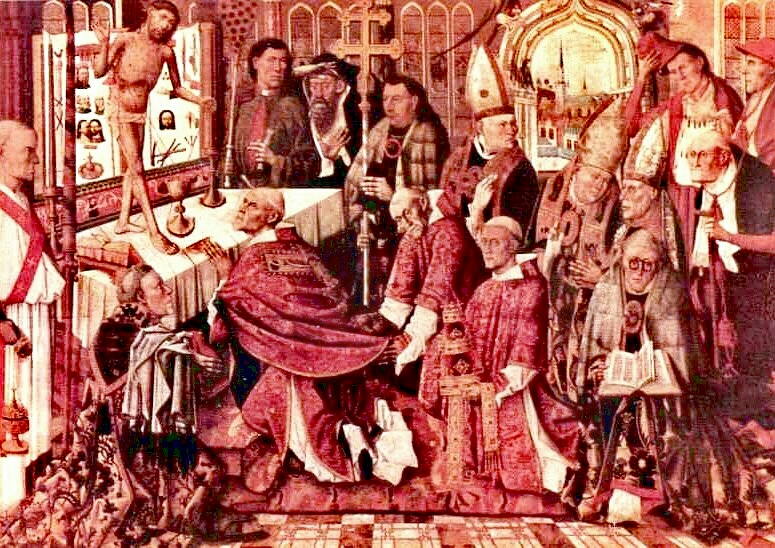
Gregorsmesse, Bernt Notke zugeschrieben

In der Kunstgeschichte wird diskutiert, ob in dem 1942 in der Lübecker Marienkirche verbrannten monumentalen Tafelgemälde (250 × 357 cm) der Gregorsmesse ein Porträt des Kardinals Raimund Peraudi enthalten war. Das Bernt Notke zugeschriebene Gemälde zeigt nach einer starken Meinung der kunsthistorischen Literatur die Porträts realer Personen, die teilweise fester zugeordnet werden können (so der Domherr Adolf Greverade). Danach wäre Peraudi möglicherweise der Kardinal, der oben rechts ins Bild tritt.